# Wladimir (Stadt)
Wladimir (auch Vladimir, russisch Влади́мир) ist eine Stadt in Russland und Hauptstadt der Oblast Wladimir. Sie liegt rund 190 km östlich von Moskau am Fluss Kljasma und hat 345.373 Einwohner (Stand 14. Oktober 2010). Als Hauptstadt des Großfürstentums Wladimir-Susdal spielte die Stadt in der russischen Geschichte als ein wichtiges Kultur- und Machtzentrum vor der Mongolischen Invasion der Rus sowie als vorübergehender Sitz des Metropoliten der Russisch-Orthodoxen Kirche eine bedeutende Rolle. Die Moskauer Großfürsten und Zaren führten in ihren Titeln noch mehrere Jahrhunderte lang Wladimir vor Moskau.

## Geschichte
Sungir ist ein archäologischer Fundplatz am Stadtrand von Wladimir, der durch drei besonders reich ausgestattete Gräber aus dem Jungpaläolithikum berühmt wurde. Unter den Resten von insgesamt acht Cro-Magnon-Menschen treten drei Gräber mit für diese Zeit einzigartigen Grabbeigaben hervor.

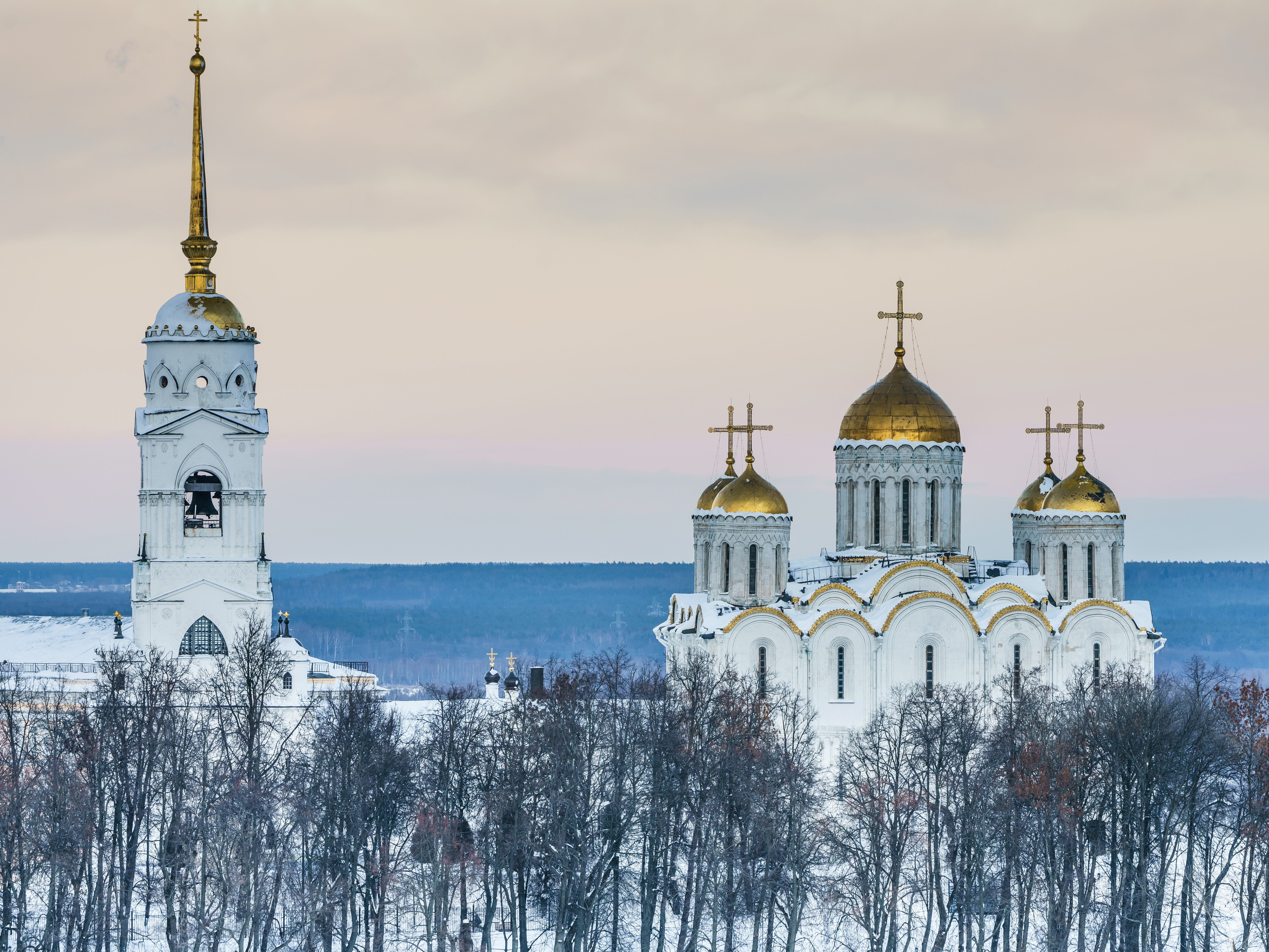
Mariä-Entschlafens-Kathedrale (Uspenski-Kathedrale), gebaut 1158–1185

Die Hypatiuschronik nennt bereits das Jahr 990 als Gründungsjahr Wladimirs durch den Kiewer Fürsten Wladimir Swjatoslawitsch. Als offizielles Gründungsjahr gilt jedoch das Jahr 1108, in dem der Fürst von Tschernigow Wladimir Monomach die Stadt befestigen ließ. Monomachs Enkel Andrei Bogoljubski verlegte etwa 50 Jahre später den Großfürstensitz von Susdal nach Wladimir. Zur Unterscheidung von der damals ebenfalls bedeutenden Stadt Wladimir, der Hauptstadt des Fürstentums Wolhynien, wurde die gleichnamige Stadt im Nordosten der Rus Wladimir an der Kljasma genannt.
Während der folgenden Jahre erlebte die Stadt als Regierungssitz des Fürstentums Wladimir-Susdal ihre Glanzzeit, die mit der Einnahme und Zerstörung durch Truppen der Goldenen Horde unter der Führung von Batu Khan am 7. Februar 1238 jäh endete. Durch die Niederlage der russischen Streitmacht in der Schlacht am Sit und dem Tod von Großfürst Juri II. Wsewolodowitsch in eben dieser, geriet das gesamte Fürstentum in den Einflussbereich der Tataren und zerfiel in mehrere kleine Fürstentümer. Die Stadtentwicklung wurde dadurch nachhaltig unterbrochen und viele Handwerkstraditionen gingen verloren. Dennoch bewahrte sich Wladimir während der Herrschaftszeit von Alexander Newski (1252–1263) seine politische Vormachtstellung unter den Städten der Rus. Von 1299 bis 1317 befand sich der Sitz des Metropoliten in der Stadt. Ihre Bedeutung ging jedoch verloren, als 1328 Großfürst Iwan Kalita Moskau zur neuen Hauptstadt der Rus und damit des Großfürstentums Wladimir machte. Erst seit dem 18. Jahrhundert erlebte die Stadt wieder einen Aufschwung, nachdem sie 1719 Provinzhauptstadt geworden war. 1861 erhielt Wladimir einen Eisenbahnanschluss an der neueröffneten Strecke von Moskau nach Nischni Nowgorod. Von 1796 bis 1929 war es Hauptstadt des Gouvernements Wladimir. Zwischen 1929 und 1944 gehörte es zur Oblast Iwanowo (bis 1936 als Industrie-Oblast Iwanowo bezeichnet). 1944 wurde dann die Oblast Wladimir gebildet.
Die Wladimirowka, das Gefängnis im Ort, war seit der Zeit von Katharina II. in Betrieb. Nach der Zeit des Stalinismus diente es als ein Gefängnis für Dissidenten.

## Bevölkerungsentwicklung
| Jahr | Einwohner |
| ---- | --------- |
| 1897 | 28.479    |
| 1939 | 66.797    |
| 1959 | 153.865   |
| 1970 | 234.087   |
| 1979 | 296.371   |
| 1989 | 349.702   |
| 2002 | 315.954   |
| 2010 | 345.373   |

Anmerkung: Volkszählungsdaten

## Stadtgliederung
| Stadtrajon (Gorodskoi Rajon) | Russischer Name | Einwohner (Stand 14. Oktober 2010) | Bemerkungen |
| ---------------------------- | --------------- | ---------------------------------- | --- |
| Frunsenski                   | Фрунзенский     | 115.316                            | Benannt nach Michail Frunse. |
| Leninski                     | Ленинский       | 122.067                            | Benannt nach Lenin. Die zuvor dem Stadtrajon unterstellten, aber selbständigen Siedlungen städtischen Typs Energetik (Энергетик) und Jurjewez (Юрьевец) wurden 2005 eingemeindet und trugen zusammen mit weiteren kleineren eingemeindeten ländlichen Siedlungen und Dörfern entscheidend zum erneuten Wachstum der Gesamteinwohnerzahl Wladimirs zwischen den Volkszählungen 2002 und 2010 bei. |
| Oktjabrski                   | Октябрьский     | 107.990                            | „Oktober-Rajon“, benannt nach der Oktoberrevolution. Teile der Rajons Frunsenski und Leninski wurden zum 1. Februar 2007 dem Rajon Oktjabrski angeschlossen, um eine ausgeglichenere Einwohnerverteilung zwischen den drei Stadtrajons zu erreichen. |

## Sehenswürdigkeiten, Kultur

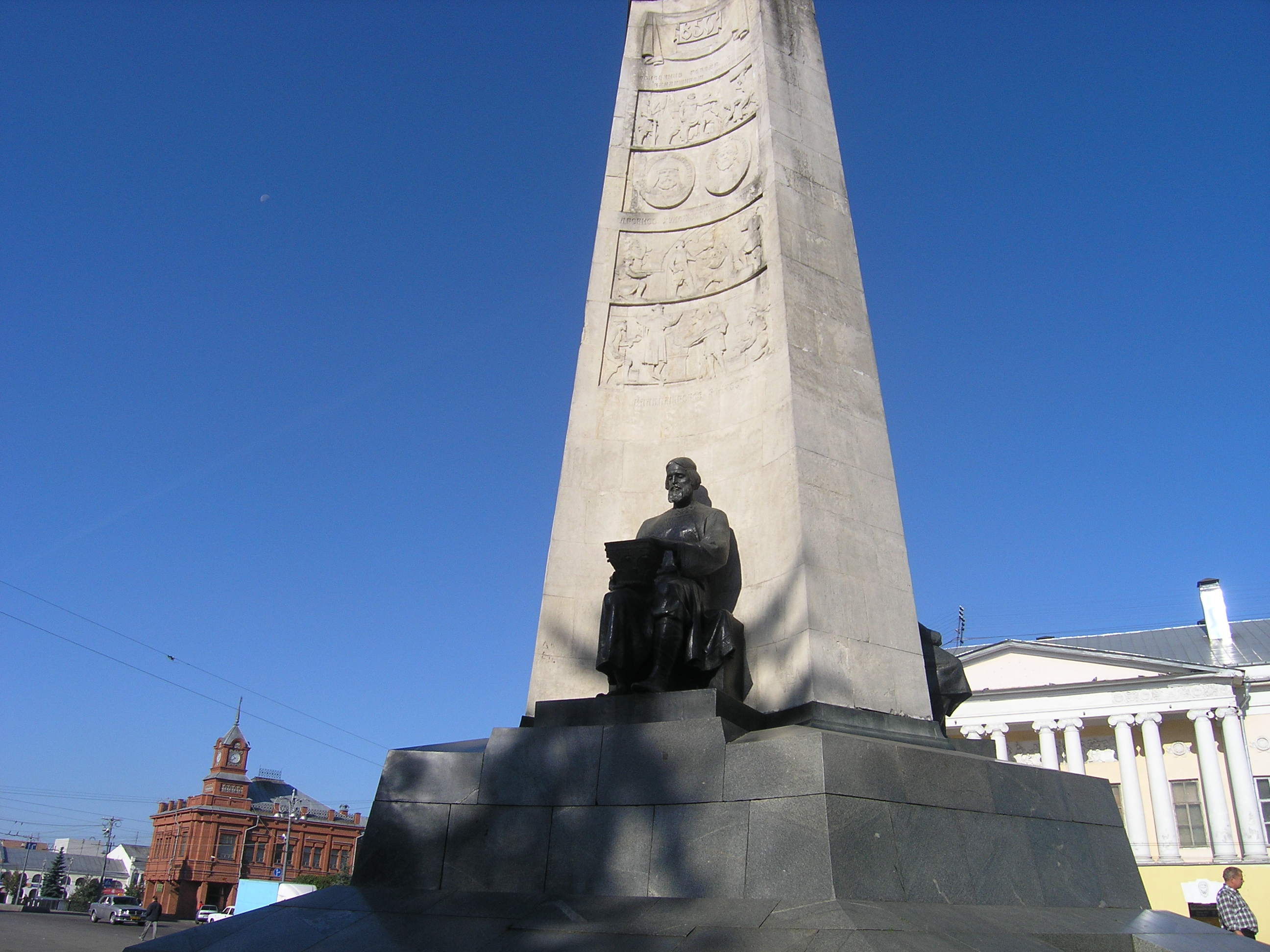
Denkmal zu Ehren des 850. Jahrestages der Stadt Wladimir, Russland.

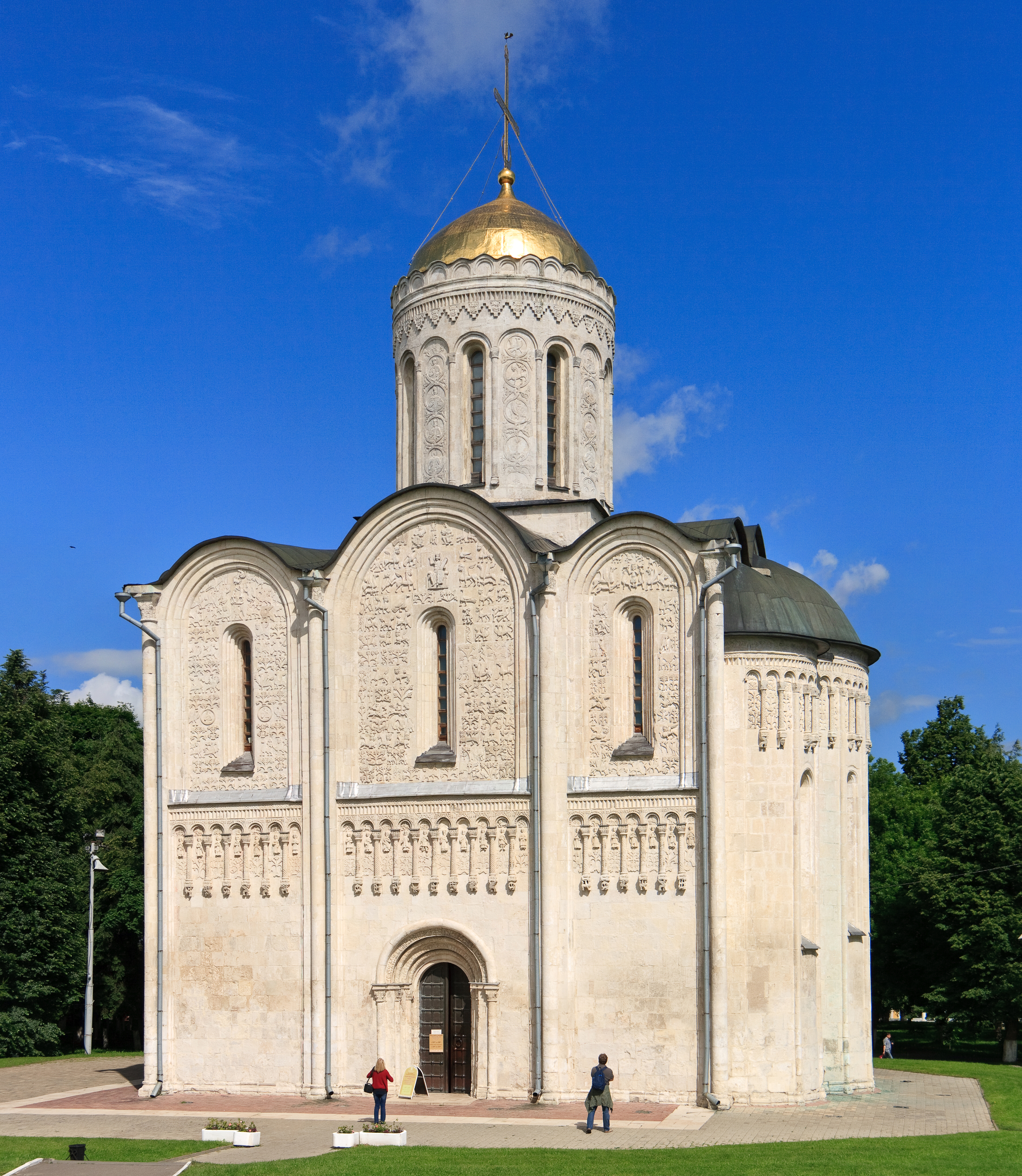
Kirche des Hl. Demetrius, 1191

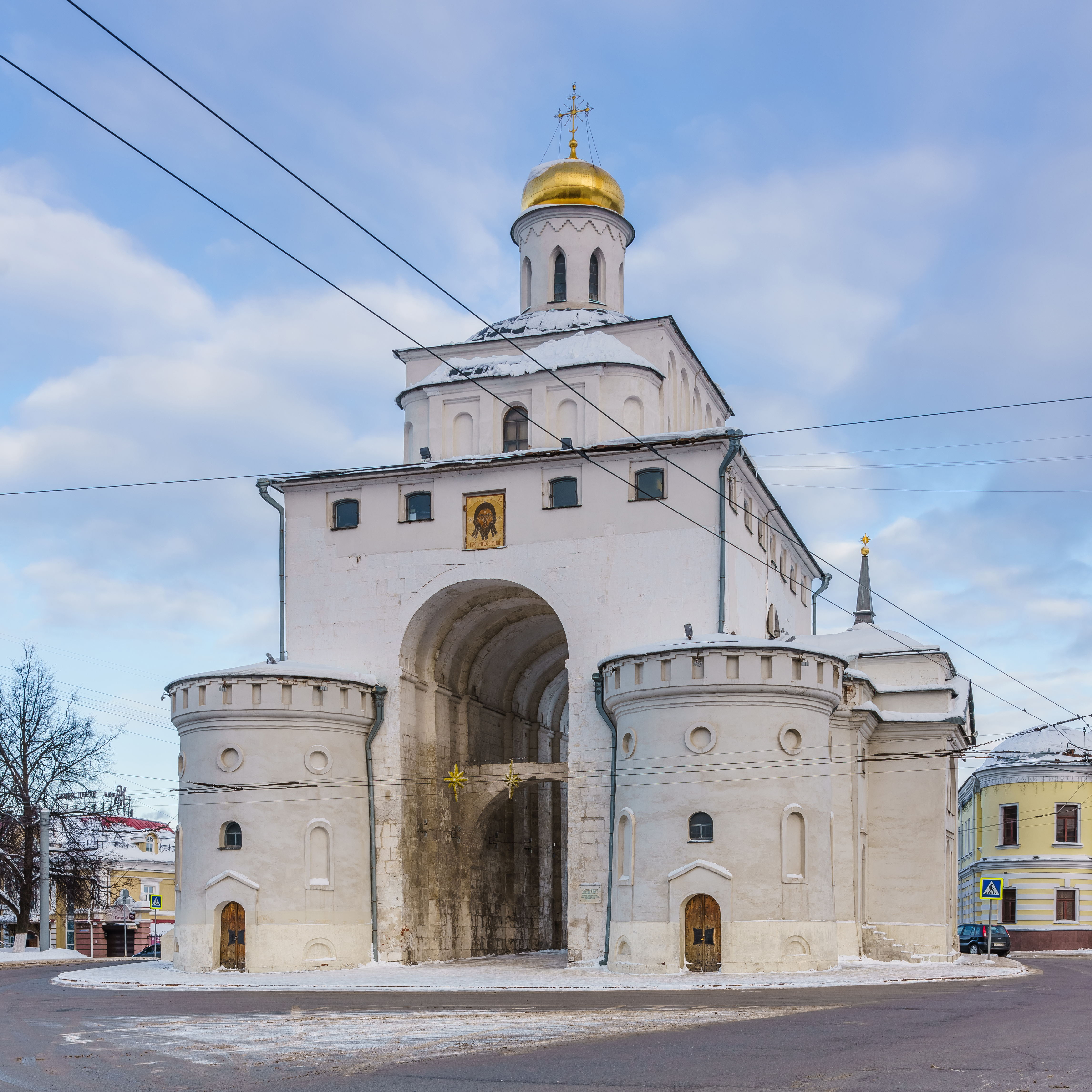
Goldenes Tor in Wladimir, 1164

Im Gegensatz zu den meisten anderen westrussischen Großstädten wird Wladimir nicht von der Industrie dominiert; wichtigster Wirtschaftszweig ist der Tourismus. Zu den bedeutendsten Sehenswürdigkeiten zählen die Mariä-Entschlafens-Kathedrale von 1157 bis 1160, das Goldene Tor, ein altes Stadttor, die Demetrios-Kathedrale von 1194 bis 1197 als letztes Zeugnis der fürstlichen Residenz, das Fürstinnen-Kloster, ebenfalls mit Überresten eines Schlosses. Unweit der Stadt befinden sich das Kloster Bogoljubowo und die berühmte Mariä-Schutz-und-Fürbitte-Kirche an der Nerl von 1165, die Andrei Bogoljubski in nur einem Sommer zum Andenken an seinen Sohn Isjaslaw errichten ließ. Außerdem gibt es eine Reihe weiterer Kirchen, Klöster und Profanbauten.
Von besonderer kunsthistorischer Bedeutung sind zwei Werke Andrei Rubljows: Ein Fresko mit einer Darstellung des Jüngsten Gerichts und seine Ikone Wladimirskaja. Die Darstellung des Jüngsten Gerichts findet sich im hinteren Teil der Mariä-Himmelfahrtskathedrale. Anders als in den meisten anderen Darstellungen des Jüngsten Gerichts gibt es aber nicht Gerettete und Verdammte, sondern nur Gerettete – zweifellos Ausdruck der theologischen Überzeugung Rubljows. Das Fresko ist renovierungsbedürftig. Rubljows Ikone Gottesmutter von Wladimir findet sich im neben der Kathedrale liegenden Museum. Sie ist eine adaptierte Kopie der berühmten, aus Kiew nach Wladimir und von Wladimir nach Moskau verbrachten Gottesmutter von Wladimir.
Die Mariä-Entschlafens-Kathedrale, das Goldene Tor und die Demetrios-Kathedrale gehören seit 1992 zum UNESCO-Weltkulturerbe „Weiße Monumente von Wladimir und Susdal“.

## Wirtschaft und Verkehr
In Wladimir wird der öffentliche Personennahverkehr mit Bussen abgewickelt. Es gibt außerdem in der Stadt mehrere Trolleybuslinien. Es gibt eine regelmäßige Busverbindung mit Moskau, die Fahrzeit liegt allerdings oft weit über vier Stunden.
Es gibt außerdem eine direkte Zugverbindung nach Moskau (Fahrzeit ca. 2,5 Std.) zum Kursker Bahnhof. Fernverkehrszüge aus Ostrussland halten auch am Bahnhof Wladimir und enden in Moskau am Jaroslawler Bahnhof. Zweimal täglich fährt ein Sapsan von Wladimir nach Moskau. Im 20. Jahrhundert war Wladimir über die Meschtschorskaja-Magistrale genannte Schmalspurbahn mit Rjasan verbunden.
Wladimir liegt an der Fernstraße M7 Wolga, die Teil der Europastraße 22 ist und innerhalb Russlands eine wichtige Ost-West-Verbindung bildet. Die Einheimischen nennen die Umgehungsstraße Pekinka (deutsch Pekinger), da diese einst Teil einer Fernstraße von Moskau nach Peking sein sollte. Als Konsequenz der sich verschärfenden Krise der chinesisch-sowjetischen Beziehungen wurde dieser Plan verworfen. Im Jahr 2022 wurde parallel zur M7 die neu ausgebaute Fernstraße M12 Wostok eröffnet, die Teil des Westeuropa-Westchina-Verkehrskorridor ist. Der Verkehrskorridor ist der Ersatz zu der 1960er Jahre verworfene Planung der Fernstraße zwischen Moskau und Peking.
In der Stadt wurde 1943 das Wladimirski Traktorny Sawod gegründet, ein Traktoren- und Motorenhersteller. Das Werk gehörte bis zu seiner Insolvenz 2018 zum Konzern Traktornyje Sawody.
Das Unternehmen WPO Totschmasch gehört zum staatlichen TWEL-Konzern und produziert Komponenten für die Gaszentrifugen-Herstellung und Komponenten für Reaktorkerne.

## Städtepartnerschaften
Wladimir unterhält Partnerschaften mit folgenden Städten:
| Stadt                                            | Land                   | seit |
| ------------------------------------------------ | ---------------------- | ---- |
| Anghiari                                         | Italien                | 2005 |
| Antalya                                          | Türkei                 | 2012 |
| Baoji                                            | Volksrepublik China    | 2003 |
| Bari                                             | Italien                | 2013 |
| Babrujsk                                         | Belarus                | 1998 |
| Bethlehem                                        | Palästina              | 2013 |
| Bloomington-Normal                               | Vereinigte Staaten     | 2009 |
| Buxoro                                           | Usbekistan             | 2017 |
| Campobasso                                       | Italien                | 1997 |
| Canterbury                                       | Vereinigtes Königreich | 2005 |
| Stadtbezirk Yuzhong, Chongqing                   | Volksrepublik China    | 2004 |
| Chudschand                                       | Tadschikistan          | 1999 |
| Erlangen                                         | Deutschland            | 1983 |
| Gagra                                            | Abchasien              | 2012 |
| Haikou                                           | Volksrepublik China    | 2007 |
| Jena                                             | Deutschland            | 2008 |
| Jelenia Góra (Hirschberg), suspensiert seit 2022 | Polen                  |      |
| Jiangyin, Wuxi                                   | Volksrepublik China    | 2009 |
| Kardschali                                       | Bulgarien              | 2004 |
| Karlowo                                          | Bulgarien              | 2018 |
| Kerava                                           | Finnland               | 1995 |
| Larnaka                                          | Zypern                 | 2012 |
| Leninski rajon, Minsk                            | Belarus                | 2017 |
| Marion                                           | Vereinigte Staaten     | 2004 |
| Saintes                                          | Frankreich             | 2003 |
| Sarasota                                         | Vereinigte Staaten     | 2004 |
| Skive                                            | Dänemark               | 2006 |
| Trient                                           | Italien                | 2002 |
| Ústí nad Labem, suspensiert seit 2022            | Tschechien             | 2006 |
| Waukawysk                                        | Belarus                | 2016 |

## Weiterführende Bildungseinrichtungen
- Staatliche Universität Wladimir

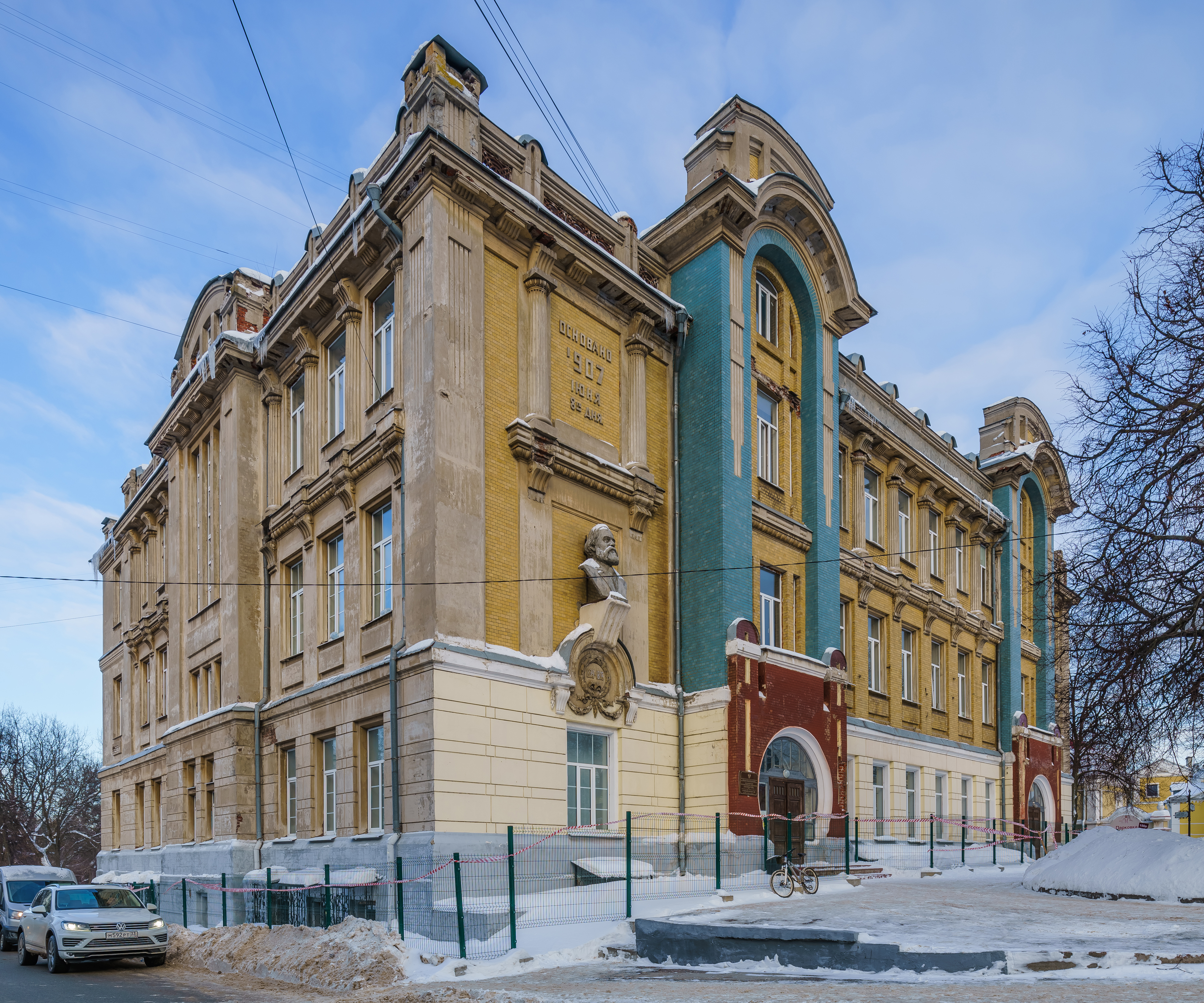
Altes Gebäude der Pädagogischen Hochschule

- Staatliche Pädagogische Universität Wladimir
- Businessinstitut Wladimir
- Fakultät des Allrussischen Ferninstituts für Finanzen und Ökonomie
- Filiale der Hauptstädtischen Finanz- und geisteswissenschaftlichen Akademie
- Filiale der Russischen Akademie für Staatsdienst
- Institut für Finanzwesen und Management Wladimir
- Wladimirer Juristisches Institut des Innenministeriums Russlands

## Sport
Der 1959 gegründete Fußballverein FK Torpedo Wladimir vertritt die Stadt in der dritthöchsten russischen Spielklasse 2. Division.

## Kriegsgefangenenlager
In Wladimir bestand das Kriegsgefangenenlager 190 für deutsche Kriegsgefangene des Zweiten Weltkriegs.

## Söhne und Töchter der Stadt
- Daniel von Moskau (1261–1303), 1272 bis 1303 Fürst von Moskau; Heiliger der russisch-orthodoxen Kirche
- Michail Lasarew (1788–1851), Marineoffizier und Admiral
- Wladimir Besobrasow (1828–1889), Nationalökonom
- Alexander Stoletow (1839–1896), Physiker
- Antonina Abarinowa (1842–1901), Opernsängerin und Schauspielerin
- Anna Brenko (1848–1934), Schauspielerin, Regisseurin, Dramatikerin und Unternehmerin
- Sergei Tanejew (1856–1915), Komponist
- Sergei Rodionow (1859–1925), Architekt, Restaurator und Hochschullehrer
- Konstantin Kracht (1868–1919), Bildhauer
- Alexander Slatowratski (1878–1960), Bildhauer
- Alexander Mikulin (1895–1985), Triebwerkskonstrukteur
- Iwan Smirnow (1895–1956), erfolgreicher Jagdflieger der Kaiserlich Russischen Fliegertruppe im Ersten Weltkrieg
- Michail Tichonrawow (1900–1974), Ingenieur, Chefentwickler von Sputnik und Wostok
- Nikolai Woronin (1904–1976), Historiker
- Walentin Akkuratow (1909–1993), Flugzeug-Navigator, Polarforscher und Schriftsteller
- Juri Lewitan (1914–1983), Radiosprecher
- Margarita Stāraste (1914–2014), sowjetische und lettische Kinderbuchautorin und Illustratorin
- Arseni Mironow (1917–2019), Testpilot, Aerodynamiker und Hochschullehrer
- Alexei Batalow (1928–2017), Schauspieler, Regisseur und Drehbuchautor
- Wladimir Schilykowski (1933–1987), Eisschnellläufer
- Albert Mokejew (1936–1969), Moderner Fünfkämpfer
- Nikolai Andrianow (1952–2011), Turner, siebenfacher Olympiasieger 1972, 1976 und 1980 sowie mehrfacher Weltmeister
- Wladimir Artjomow (* 1964), Kunstturner, vierfacher Olympiasieger 1988 sowie sechsfacher Weltmeister
- Dmitri Orlow (* 1966), Mathematiker
- Igor Khenkin (* 1968), russisch-deutscher Großmeister im Schach
- Alexei Wolgin (* 1968), Ultramarathonläufer
- Dmitri Wjasmikin (* 1972), Fußballspieler
- Ilja Schtscherbowitsch (* 1974), Unternehmer
- Anna Sorokina (* 1981), Biathletin
- Denis Sergejew (* 1982), Boxer
- Olga Zimina (* 1982), russisch-italienische Schachspielerin
- Anna Burtassowa (* 1987), Schachspielerin und Juristin
- Juri Rjasanow (1987–2009), Turner
- Juri Lodygin (* 1990), russisch-griechischer Fußballspieler
- Abujasid Manzigow (* 1993), Ringer
- Jegor Danilkin (* 1995), Fußballspieler
- Michail Lyssow (* 1998), Fußballspieler
- Nelli Ioffe (* 2004), israelische Eiskunstläuferin

## Klimatabelle
|                       | Jan   | Feb   | Mär  | Apr  | Mai  | Jun  | Jul  | Aug  | Sep  | Okt | Nov  | Dez   |   |     |
| Mittl. Tagesmax. (°C) | −7,6  | −5,2  | 0,7  | 10,1 | 18,5 | 22,0 | 23,6 | 21,8 | 15,4 | 7,7 | −0,1 | −4,9  | ⌀ | 8,6 |
| Mittl. Tagesmin. (°C) | −13,9 | −12,1 | −6,7 | 1,3  | 7,6  | 11,5 | 13,6 | 12,0 | 7,1  | 1,6 | −4,6 | −10,4 | ⌀ | 0,6 |
|                       |       |       |      |      |      |      |      |      |      |     |      |       |   |     |
| Niederschlag (mm)     | 37    | 32    | 32   | 38   | 51   | 65   | 84   | 59   | 57   | 58  | 53   | 47    | Σ | 613 |
|                       |       |       |      |      |      |      |      |      |      |     |      |       |   |     |
| Regentage (d)         | 10    | 8     | 8    | 8    | 8    | 10   | 10   | 9    | 10   | 10  | 11   | 11    | Σ | 113 |

| −13,9 |

| −12,1 |

| −6,7 |

| 1,3 |

| 7,6 |

| 11,5 |

| 13,6 |

| 12,0 |

| 7,1 |

| 1,6 |

| −4,6 |

| −10,4 |

| −13,9 |

| −12,1 |

| −6,7 |

| 1,3 |

| 7,6 |

| 11,5 |

| 13,6 |

| 12,0 |

| 7,1 |

| 1,6 |

| −4,6 |

| −10,4 |